# Luigi Spina
Luigi Spina (Salerno, 17 gennaio 1946) è un filologo, grecista e saggista italiano.

## Biografia
Spina nasce a Salerno il 17 gennaio 1946. Nel 1968 consegue la laurea in lettere classiche presso l'Università Federico II di Napoli, dove è allievo del filologo Francesco Sbordone, e nello stesso ateneo prosegue la sua carriera accademica. Nel 2009 va in pensione lasciando la propria cattedra di professore ordinario di Filogia classica, mentre la sua attività scientifica prosegue attraverso conferenze, pubblicazioni e il rivestimento di vari altri incarichi legati ai suoi ambiti di ricerca. Vive da molti anni a Bologna.

## Carriera accademica e pubblicazioni
Spina è stato professore ordinario di Filologia classica presso l’Università degli Studi di Napoli Federico II fino al 2009. Ha inoltre collaborato con diverse università, tra cui l’Università della Calabria, l'Università di Siena e l’Università di Strasburgo, presso la quale ha ricoperto la Chaire Gutenberg nell'anno 2009 e ha lavorato in collaborazione con lo studioso francese di retorica antica Laurent Pernot. Nel 2012 è stato insignito del Praemium Classicum Clavarense per meriti scientifici nel campo dello studio del mondo classico. È segretario dell'Associazione Antropologia e Mondo Antico e membro del Centro Antropologia del Mondo Antico (Università di Siena). È collaboratore dell'Accademia del Silenzio.
Ha pubblicato diverse opere, tra cui il volume Il cittadino alla tribuna (Napoli 1986), studio sulla libertà di parola nell'Atene classica, e il saggio Il mito delle Sirene (Torino 2007, con Maurizio Bettini), in cui Spina esamina le varie riscritture del mito omerico delle sirene nel corso dei secoli. Ha pubblicato articoli su riviste scientifiche e vari interventi su quotidiani nazionali e sul blog Nazione indiana.

## Soggetti di ricerca
Spina si è dedicato in particolar modo alla storia della retorica antica. Tra le altre cose, si è occupato anche di papirologia ercolanese, epigramma funerario, storici greci. Più di recente i suoi interessi si sono estesi all'antropologia del mondo antico e alla ricezione dei classici nella cultura contemporanea (in particolare nel cinema).

## Opere
- Il cittadino alla tribuna. Diritto e libertà di parola nell'Atene democratica, Napoli: Liguori, 1986.
- La forma breve del dolore. Ricerche sugli epigrammi funerari greci, (Suppl. Lexis 8), Amsterdam: Hakkert, 2000.
- L’oratore scriteriato. Per una storia politica e letteraria di Tersite, Napoli: Loffredo, 2001.
- Lucilio, Questioni innaturali. Risposte a Seneca, Lucio Anneo (Collana Autentici falsi d’autore), Napoli: Guida, 2005.
- (con Maurizio Bettini), Il mito delle Sirene - Immagini e racconti dalla Grecia a oggi, Torino: Einaudi, 2007.
- (con Giorgio Ieranò), Antichi silenzi, Udine-Milano: Mimesis, 2015.